# Жадове
Жадо́ве — село в Україні, у Семенівській міській громаді Новгород-Сіверського району Чернігівської області. До 2020 орган місцевого самоврядування — Жадівська сільська рада.
Населення становить 1246 особи.

## Географія
Понад селом протікає річка Сухомлинка, ліва притока Ірванця.
У селі бере початок струмок Селище, права притока Сухомлинки.

## Історія
За даними на 1859 рік у власницькому селі Старий Жадов Новгород-Сіверського повіту Чернігівської губернії мешкало 2072 особи (1022 чоловічої статі та 1050 — жіночої), налічувалось 1287 дворових господарств, існувала православна церква.
Станом на 1886 у колишньому власницькому селі Старий Жадов, центрі Старожадовської волості, мешкало 4258 осіб, налічувалось 784 дворових господарства, існували 2 православні церкви, школа, 3 постоялих будинки, 4 лавки, відбувалось 2 ярмарки на рік.
За переписом 1897 року кількість мешканців зросла до 4845 осіб (2365 чоловічої статі та 2480 — жіночої), з яких 4783 — православної віри.
12 червня 2020 року, відповідно до Розпорядження Кабінету Міністрів України № 730-р «Про визначення адміністративних центрів та затвердження територій територіальних громад Чернігівської області», увійшло до складу Семенівської міської громади.
19 липня 2020 року, в результаті адміністративно-територіальної реформи та ліквідації Семенівського району, село увійшло до Новгород-Сіверського району.
У грудні 2024 року у селі встановили 8 модульних будинків для переселенців.

## Населення
Згідно з переписом УРСР 1989 року чисельність наявного населення села становила 2643 особи, з яких 1117 чоловіків та 1526 жінок.
За переписом населення України 2001 року в селі мешкало 2030 осіб.

### Мова
Розподіл населення за рідною мовою за даними перепису 2001 року:
| Мова       | Відсоток |
| ---------- | -------- |
| українська | 98,57 %  |
| російська  | 1,38 %   |

## Відомі уродженці
- Гайдук Микола Васильович (нар. 1947) — український художник.
- Глухенький Тимофій Титович (1902—1980) — український терапевт.
- Нагорна Христина Аврамівна (1900—2017) — українська довгожителька.
- Худобець Михайло Якович ({н}} 1938) — радянський і російський інженер-нафтовик, письменник і журналіст українського походження. Автор трьох книг з історії відкриття і освоєння нафтогазових родовищ у Сибіру.